# Кутові
Кутові (хорв. Kutovi) — населений пункт у Хорватії, у Вировитицько-Подравській жупанії у складі громади Зденці.

## Населення
Населення за даними перепису 2011 року становило 176 осіб.
Динаміка чисельності населення поселення:

## Клімат
Середня річна температура становить 11,19 °C, середня максимальна – 25,69 °C, а середня мінімальна – -6,04 °C. Середня річна кількість опадів – 711 мм.
| Клімат поселення                              | Клімат поселення | Клімат поселення | Клімат поселення | Клімат поселення | Клімат поселення | Клімат поселення | Клімат поселення | Клімат поселення | Клімат поселення | Клімат поселення | Клімат поселення | Клімат поселення | Клімат поселення |
| Показник                                      | Січ.             | Лют.             | Бер.             | Квіт.            | Трав.            | Черв.            | Лип.             | Серп.            | Вер.             | Жовт.            | Лист.            | Груд.            |                  |
| Середній максимум, °C                         | 5,81             | 8,15             | 12,79            | 17,36            | 22,66            | 25,69            | 25,28            | 24,74            | 20,51            | 15,20            | 9,39             | 5,32             |                  |
| Середня температура, °C                       | −0,1             | 2,20             | 6,88             | 11,40            | 16,74            | 19,74            | 21,44            | 20,90            | 16,70            | 11,40            | 5,57             | 1,50             |                  |
| Середній мінімум, °C                          | −6,04            | −3,7             | 0,90             | 5,49             | 10,78            | 13,80            | 17,61            | 17,09            | 12,86            | 7,54             | 1,72             | −2,32            |                  |
| Норма опадів, мм                              | 43               | 41               | 43               | 55               | 67               | 90               | 65               | 64               | 55               | 62               | 71               | 55               |                  |
| Середньомісячна швидкість вітру, м/с          | 2.20             | 2.40             | 2.70             | 2.60             | 2.30             | 2.17             | 2.10             | 1.90             | 1.90             | 2.00             | 2.10             | 2.20             |                  |
| Середньомісячна сонячна радіація, кДж/м²·день | 4162             | 6879             | 10769            | 15273            | 19325            | 21322            | 22149            | 20129            | 14813            | 9118             | 4672             | 3515             |                  |
| --------------------------------------------- | ---------------- | ---------------- | ---------------- | ---------------- | ---------------- | ---------------- | ---------------- | ---------------- | ---------------- | ---------------- | ---------------- | ---------------- | ---------------- |
| Джерело:                                      |                  |                  |                  |                  |                  |                  |                  |                  |                  |                  |                  |                  |                  |